# 沼津港
沼津港（ぬまづこう）は、静岡県沼津市にある駿河湾に面する港湾。港湾管理者は静岡県。地方港湾・特定地域振興重要港湾に指定されている。
主に大型船が停泊する外港と、主に漁船が停泊する内港に分かれる。
元は狩野川の右岸（現・永代橋付近）にあったが1933年（昭和8年）4月、現在の内港が完成。その後船舶需要の増加に伴い、1970年（昭和45年）外港が作られた。水揚げ量に関しては、静岡県では2位、全国で15 - 20位（2009年（平成21年）では16位）の漁獲量がある。他にも沼津市には戸田港などもあるが、沼津港ほどの漁獲量はない。

## 施設等

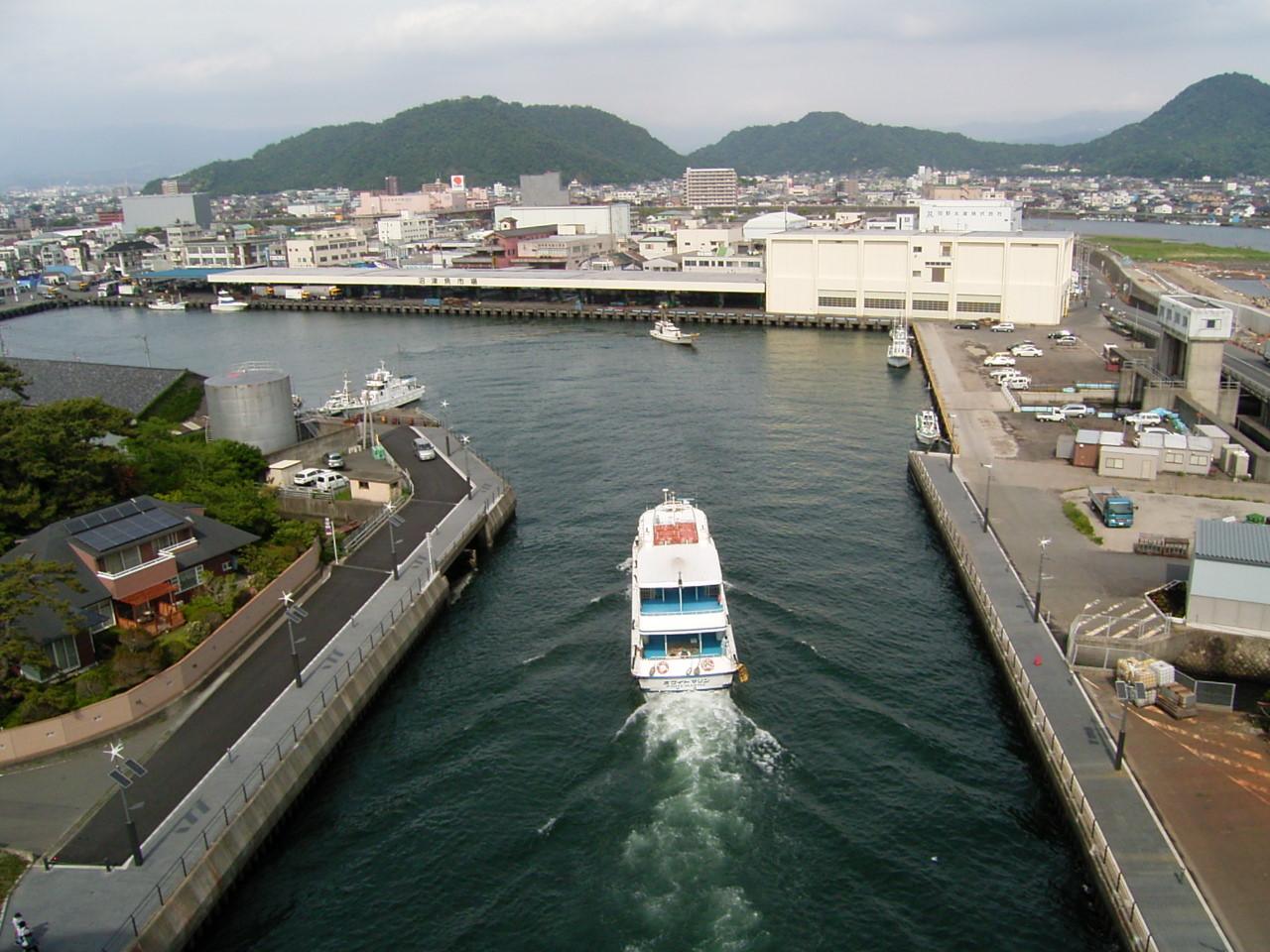
沼津港（内港）

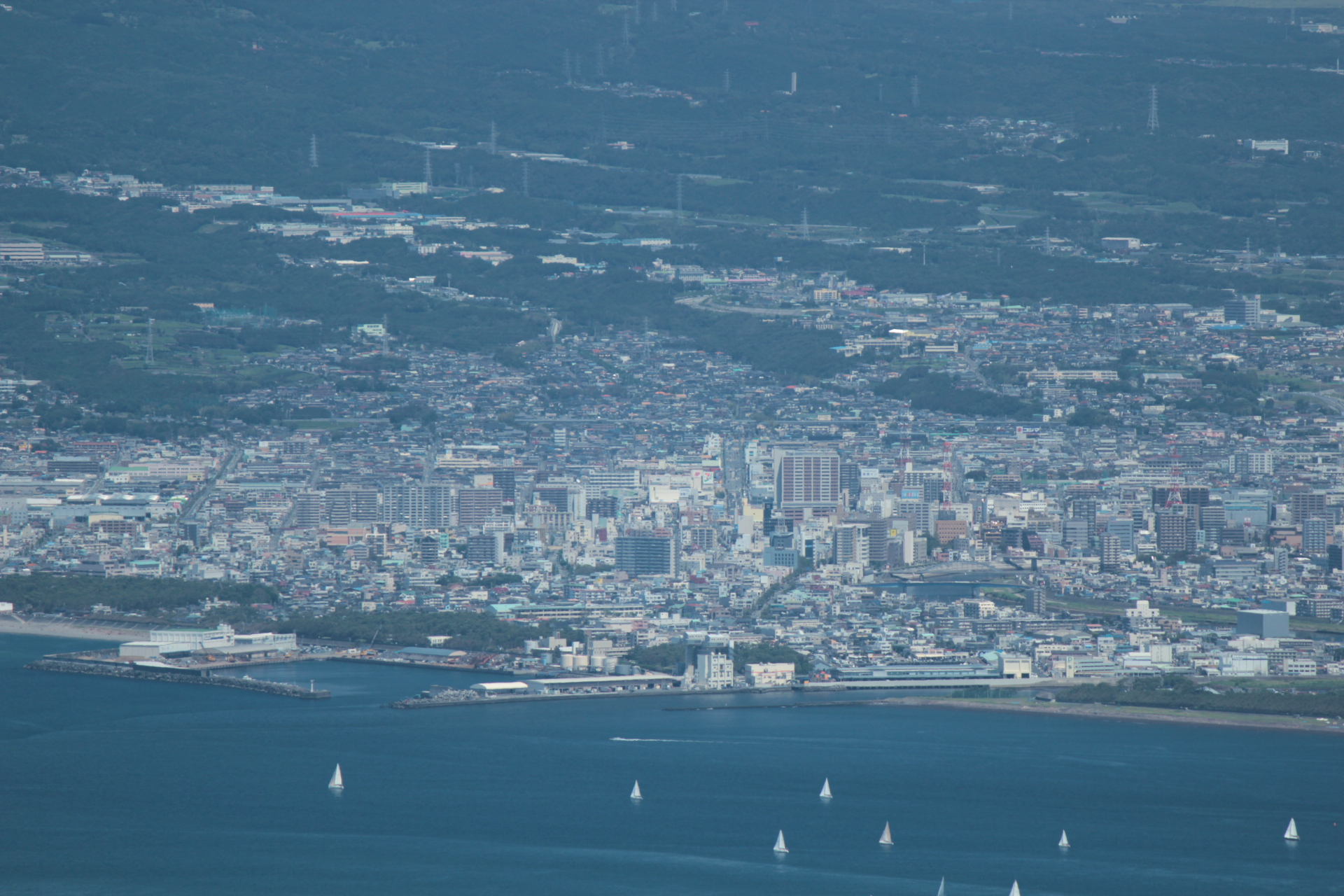
沼津市中心街と沼津港

港の東側、狩野川との間には寿司や海鮮料理等の飲食店が軒を連ねる（ぬまづみなと商店街・港八十三番地）。沼津港から西方向には千本浜があり、千本松原と呼ばれる松林が続く。
かつては沼津駅から沼津港の北東至近に所在した沼津港駅（旧・蛇松駅）までの貨物専用線として、沼津港線（通称：蛇松線）が通っていたが、1974年（昭和49年）に廃線となった。
2004年（平成16年）9月26日に展望施設を備えた大型水門、「びゅうお」が竣工。水門扉の重量470トン、高さ32メートル。東海地震の発生時には津波被害を防ぐために閉まる。
2007年（平成19年）11月には、みなとオアシス沼津として国土交通省中部地方整備局のみなとオアシスに登録。同月、水産複合施設「沼津魚市場INO（イーノ）」がオープンした。2009年（平成21年）には、商業施設「沼津みなと新鮮館」が開業した。
- みなとオアシス沼津
  - 沼津みなと新鮮館（商業施設）
  - 沼津魚市場
    - 沼津魚市場INO（水産複合施設）

  - 沼津港大型展望水門びゅうお
  - 港口公園

## 航路
かつては伊豆箱根鉄道の西伊豆航路、戸田運送船の戸田航路など、伊豆半島方面の航路が存在したが、伊豆箱根鉄道は2003年に撤退、戸田運送船も2014年8月31日に定期航路を廃止した。その後、駿河湾フェリーが戸田運送船が就航していた沼津 - 戸田 - 土肥航路を復活する形で、2017年4月29日から繁忙期に限って運航を再開した。

### 駿河湾フェリー
- 沼津港 - 戸田港 - 土肥港

駿河湾フェリーが繁忙期のみ清水 - 土肥航路に接続する形で、快速遊覧船「ドリーム★スター」を1日3往復運航する。
2017年の運航予定はゴールデンウィーク（4月29日-5月7日）、夏期（7月22日-8月31日）の50日間。

## アクセス
沼津駅から伊豆箱根バス、東海バスで10分。
東名高速道路沼津インターチェンジまたは東駿河湾環状道路沼津岡宮インターチェンジから、直線距離で7kmほど。

## 画像

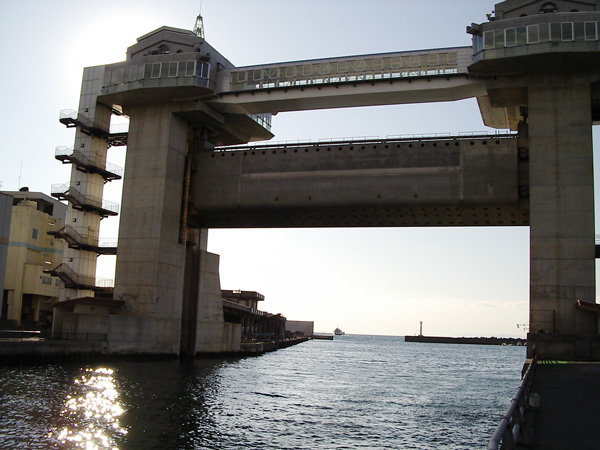
大型水門「びゅうお」。展望施設を兼ねる。
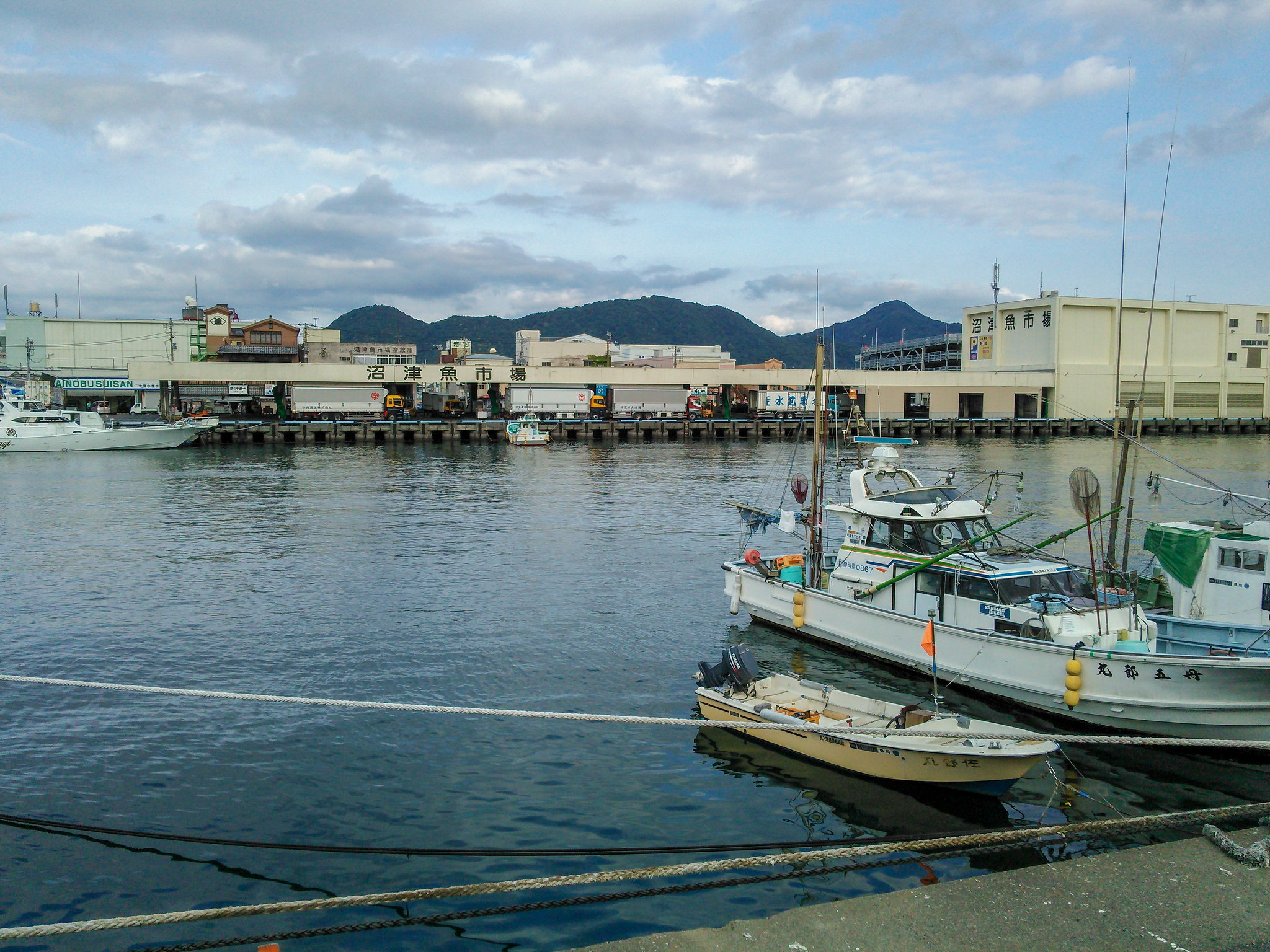
沼津魚市場
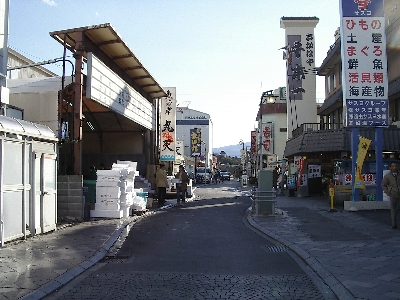
港周辺の飲食店や水産物販売店
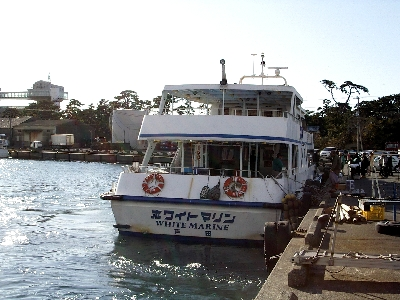
高速船ホワイトマリン
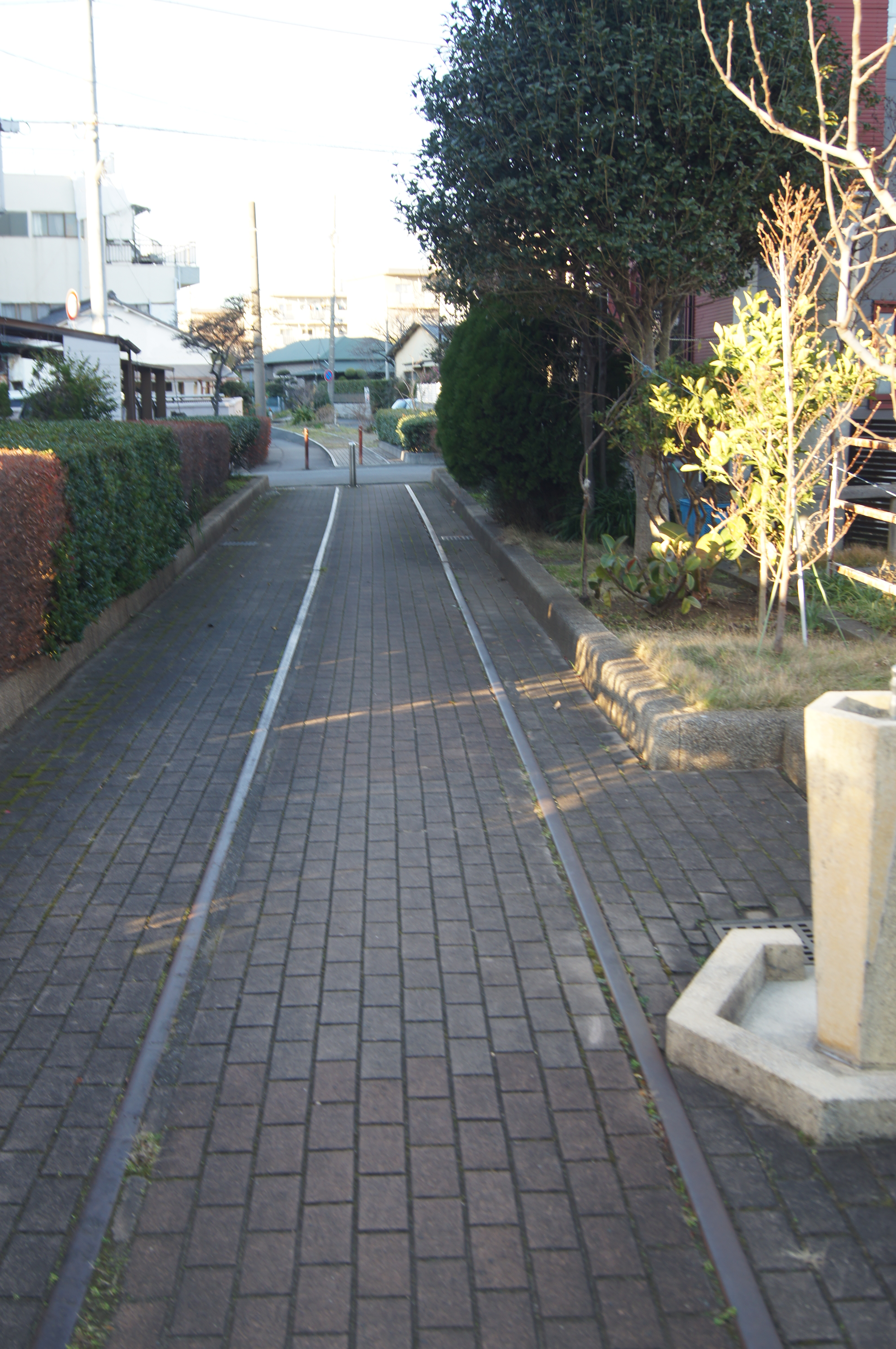
沼津港へ向かう東海道支線（通称：蛇松線）の跡地を転用した遊歩道（蛇松緑道）。昭和63年度手づくり郷土賞（やすらぎとうるおいのある歩道）受賞。